# 美国癌症协会
美国癌症协会（American Cancer Society, ACS）是美国的一个致力于消除癌症的全国性的自愿健康组织。
美国癌症协会成立于1913年，并在美国分布为十二个地区（包括波多黎各 ），拥有大约900间办公室及成千上万的志愿者。它的总部位于亚特兰大的美国癌症协会中心。官方的期刊为《癌症期刊》、《CA：临床医师癌症杂志》和《癌症细胞病理学》（Cancer Cytopathology）。
1994年，根据《慈善记事报》公布一项关于世界上最大慈善及非盈利组织的受欢迎和可信度调查，美国癌症协会位于全美第十名。

## 歷史

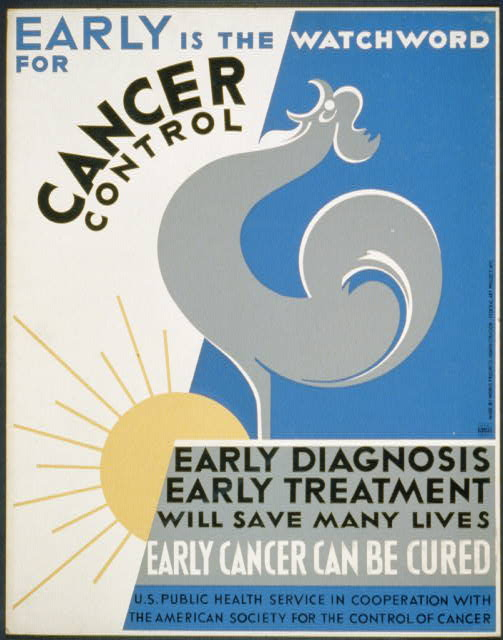
美国控癌协会1938年的海報

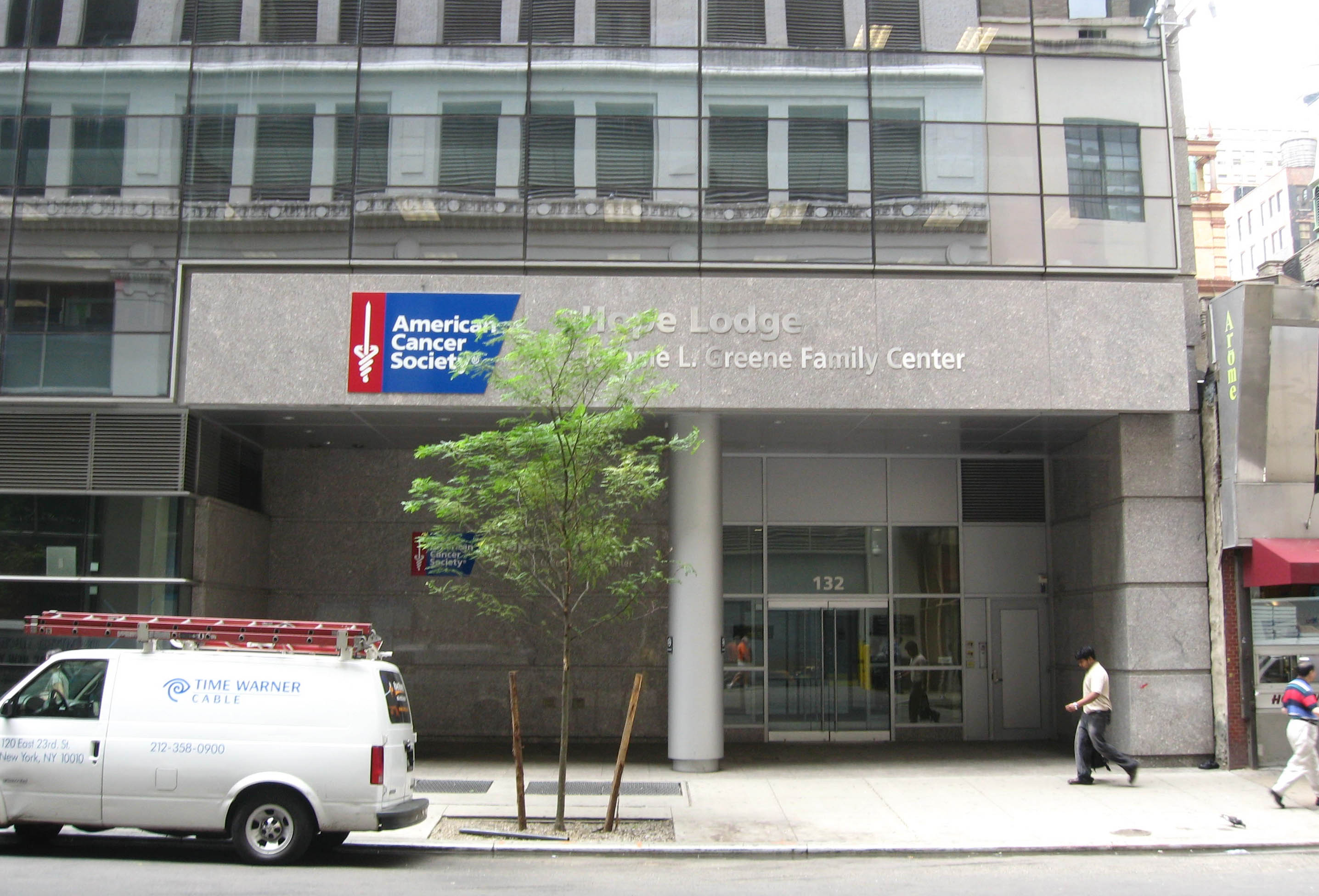
位于曼哈頓的美国癌症协会希望之家

美国癌症协会的前身是由十五名生理学家及商人在1913年5月23日建立的“美国控癌协会”（American Society for the Control of Cancer, ASCC）；1945年改名至今。
协会在建立初期，社会认为在公众范围内提出“癌症”是不合适的，介于恐惧与否定，关于癌症的信息均被掩盖。在美国当时每年已经有75000多人死于癌症。协会创建者的首要任务即是唤起民众对癌症的关注，而非主张对癌症研究进行募捐。因此，最初的宣传均是通过演讲及大众媒体文章，而对医生、护士、病人及其家属进行癌症普及。不久，ASCC开始出版自己的月刊《竞选笔记》（Campaign Notes）发布关于癌症的信息。它开始在美国范围内招募医生，向公众进行癌症宣传。
1936年，ASCC区域代表马乔里·伊利格（Marjorie Illig）建议创建一个大型的志愿者网络，目的是发动一场“对癌症的战争”。1935年，超过15000的美国人参与到了癌症控制领域；1938年，人数翻了十倍。妇女野战军（Women’s Field Army）是ASCC下属，专门负责增加志愿者的组织。2013年春季，美国癌症协会在全国范围内重组，协会对其分部进行重新中心化和整合，并要求所有的员工重新申请岗位，以确保协会的更新和活力。

## 外部资源
- American Cancer Society （页面存档备份，存于）
  - Relay For Life （页面存档备份，存于）
  - Making Strides Against Breast Cancer （页面存档备份，存于）
  - DetermiNation （页面存档备份，存于）
  - Relay Recess （页面存档备份，存于）
  - More Birthdays （页面存档备份，存于）
- Guidestar Report on American Cancer Society including financial data （页面存档备份，存于）
- Charity Navigator's Rating of the American Cancer Society （页面存档备份，存于）
- American Cancer Society YouTube Channel （页面存档备份，存于）